# Лингуаглосса
Лингуаглосса (итал. Linguaglossa) — коммуна в Италии, располагается в регионе Сицилия, подчиняется административному центру Катания.
Население составляет 5401 человек (на 2004 г.), плотность населения составляет 91 чел./км². Занимает площадь 58 км². Почтовый индекс — 95015. Телефонный код — 095.

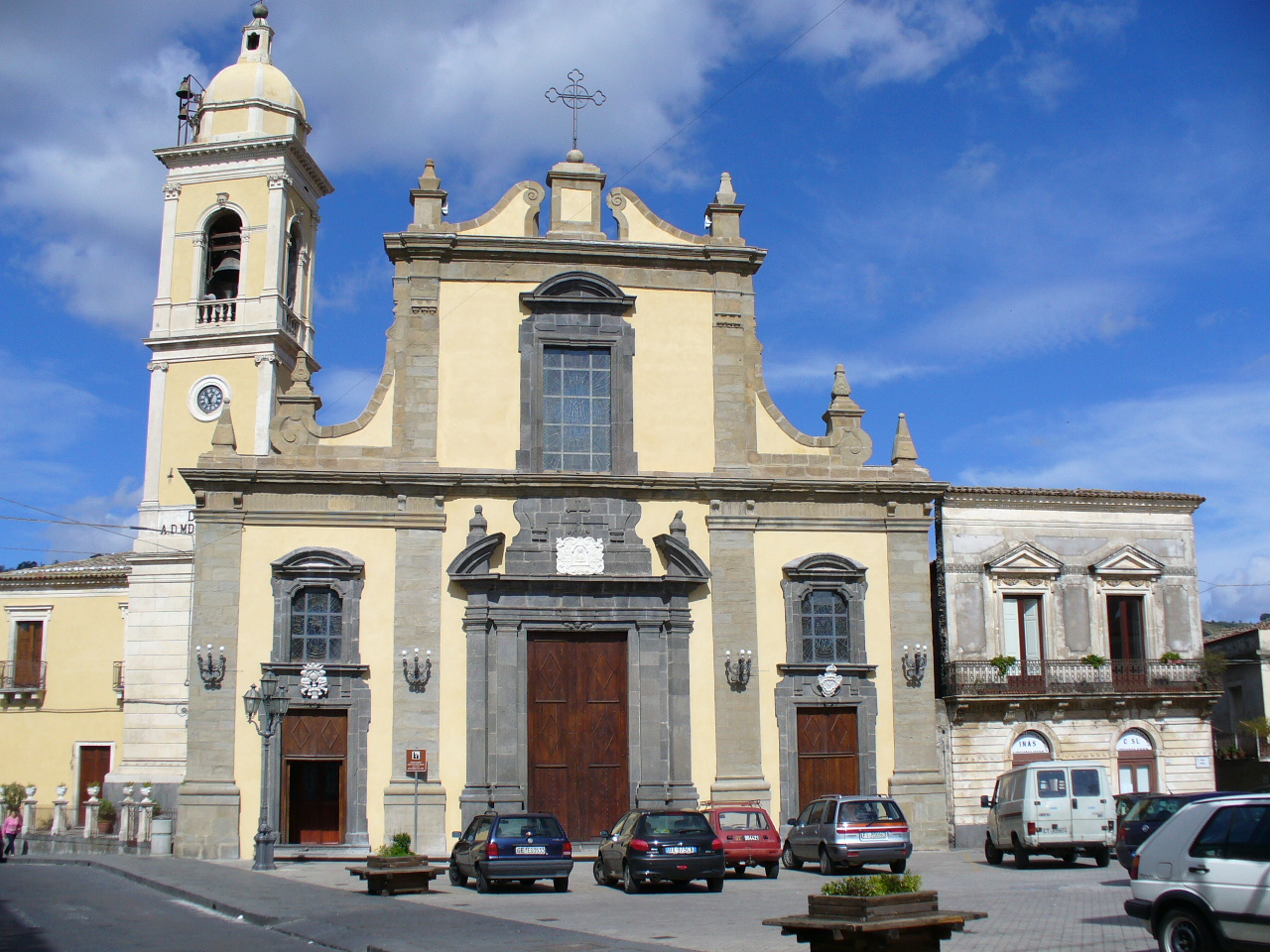
Мать Церковь Санта-Мария-делле-Грацие в Лавовый камень

Покровителем коммуны почитается святой Эгидий, празднование 1 сентября.